# San Giorgio di Piano
San Giorgio di Piano (emilián nyelven San Żôrż) település Olaszországban, Emilia-Romagna régióban, Bologna megyében. Lakosainak száma 9376 fő (2023. január 1.). San Giorgio di Piano Argelato, Castello d’Argile, Bentivoglio és San Pietro in Casale községekkel határos.

## Története

### San Giorgio al Piano
Már a római korban aktív központ volt, a számos lelet és a helyrajzi adatok tanúsága szerint, amelyek a középkorban „Castello di San Giorgio” várat "Selva tauriana" vagy "Massa tauriana" e "Saltus plano" néven illetett erdőség és síkság.
I. Ottó német-római császár 947-ben "Castello sancti Georgii" néven említi: azokban nyugtalan időkben a lakosság Szent György katonaszentet választotta védőszentjéül.
A kereskedelemben betöltött stratégiai helyzete miatt már a 14. században máig megmaradt erődítési munkálatokat végeztek, 1388-ban pedig már az egész kastélyt megerősítették.
A pápai állam uralma alatt állt 1796-ig, amikor is a napóleoni korszak községe lett. Lendületes gazdasági és társadalmi fejlődésének 19. századi alapja a mezőgazdaságon belül a kender- és búzatermesztés volt.

### Frakciói

#### Cinquanta
Cinquanta ősrégi eredetű, ahol számos istenségeket ábrázoló márványtöredék került napvilágra a 2. századból, a Villa Zambeccariból.
A második világháború idején, a német megszállás és az Olasz Szociális Köztársaság (vagy Salòi Köztársaság) olaszul: Repubblica Sociale Italiana alatt a Candini itteni parasztcsalád elrejtette a deportálástól megmentve saját tanyaházában a nápolyi Cuomo család három tagját, Vittorio Cuomo katonaszökevény századost és zsidó feleségét meg kisfiát. E nemes és veszélyes tettükért 1998. június 14-én a Jad Vasem jeruzsálemi intézet a Pio és Gina Candini házaspárt a Világ Igaza kitüntetésben részesítette.

#### Gherghenzano
1433-ban Annibale I Bentivoglio egy híres csatában itt veszítette el a Visconti-hadsereget. A centrum a középkorban fejlődött, akkor épült a Geminiano di Modena-templom, amelyet 1729-ben rekonstruáltak. Benne ma is látható Antonio Randa egyik vászna, abból az időből, amikor Lucio Massari növendéke volt, aki valószínűleg maga rendelte meg a művet, amelyet legutóbb Maria dell'Amore restaurált, eltávolítva a karcokat és átfestéseket, tökéletesen láthatóvá téve a festményt és felfedezve a bolognai művész kézjegyét. A kép a Madonnát ábrázolja a Gyermekkel, Szent Geminiano, Szent Ferenc és Loyolai Szent Ignác társaságában, a művész 1622–26-es periódusából.

#### Stiatico
3,73 kilométeres távolságra van San Giorgio di Pianótól, amelyhez tartozik. A frakció neve a római „Hostiaticus” udvariassági fordulatból származik. Stiatico központjában található a San Venanzio vértanúnak szentelt templom, amelyet az 1700-as évek végén restauráltak. Belsejében csodálható meg a város védőszentjének gipszszobra, De Maria alkotása. San Giorgio di Pianóba vezető főutcája a  Villa Garagnaninál kezdődik, amely a 18. század elején épült. A két világháború alatt német katonák szállása volt a parkjával együtt, amelynek sok évszázados fája annyira károsodott, hogy pótolni kellett őket.

## Népesség
A település lakossága az elmúlt években az alábbi módon változott:
| Lakosok száma | 8629 | 8749 | 9376 |
|               | 2017 | 2018 | 2023 |

## Fordítás
- Ez a szócikk részben vagy egészben  a   San Giorgio di Piano című olasz Wikipédia-szócikk ezen változatának fordításán alapul.  Az eredeti cikk szerkesztőit annak laptörténete sorolja fel. Ez a jelzés csupán a megfogalmazás eredetét és a szerzői jogokat jelzi, nem szolgál a cikkben szereplő információk forrásmegjelöléseként.